# 小樽ジャーナル
小樽ジャーナル（おたるジャーナル）とは、北海道小樽市の情報を発信するインターネット新聞。ニュース、イベント情報の他、動画なども発信している。

## 概要
インターネットのみを報道媒体とする新聞社で、2003年12月には、小樽市政記者クラブの正式加盟を果たしネット専門メディアとして日本全国で初めて記者クラブへの門戸を開いたことでも知られている。同社の記者クラブ入会は、既存の報道機関にも衝撃を与えており、｢ネットメディアが既存記者クラブに正式加盟した例は、日本では他に無い｣とされている。
インターネットを報道媒体とする新聞社が、既存の記者クラブに加盟を果たしたのは、紙媒体からテレビ媒体、さらに、インターネット媒体への変換期を示しているものとして興味深い。立教大学社会学部教授･成田康昭代表のニュースサイト研究会は、記者クラブ加盟の過程を検証し、2006年12月に発刊した｢インターネット・ニュースサイトのジャーナリズム機能に関する日韓比較研究(1)｣に取り上げている。
インターネットを報道媒体にすることで、紙媒体が持つ記事や写真の量の制約から解き放たれるとともに、締め切り時間もなくなり、リアルタイムでの報道が常態化した。事故や火災などの報道は、写真、記事のほかに、動画での報道で、すばやい対応を可能としている。
この他動画報道サイト「小樽テレビOTV」にも力を入れ、リアルタイムの動画発信を続けるとともに、携帯サイトでニュース・動画の発信を続けるなど、インターネット・動画・携帯電話の3種の媒体を駆使した地方情報の発信は、現在のデジタル時代の地方新聞社としての先駆け的な存在となっている。

## 注目された報道
小樽にある鰊御殿の屋根が吹き飛ぶなどの大きな被害を起こした台風による被害や、市内で起こる火災などの事故ニュースのリアルタイム発信は、小樽に関心を持つ関係者に大きな影響を与えている。また、キャンペーン記事も大きな成果を上げている。市政に関する報道や市議会報道（議員定数・報酬削減問題）などのキャンペーン、中でも、市が建設を計画していた200億円を超す豪華市立病院問題は、識者の多くの関心を呼んだ。同社が追求した病院問題では、市は、建設計画の中断を余儀なくされている。総務省の公立病院改革懇談会の座長を務めた長隆は、ホームページ上で同社のキャンペーンを評価した。
また、病院問題に詳しい城西大学経営学部准教授の伊関友伸のブログでも、この病院キャンペーンを取り上げ、｢小樽ジャーナルは、北海道新聞など大手マスコミが報道しない小樽市政と市立病院の情報についてインターネット上で詳しく報道する貴重なメディアである｣と評価をしている。
市議会の定数削減問題のキャンペーンでも、市議会に大きな影響を与えた。小樽市議会平成会の大橋一弘代表は、「今回4減で決着したのは、いわゆる情報公開の時代になったのが大きい。議会の審議が、マスコミが注視している中で論議出来たのが良かった。インターネットや新聞で1回ごとに論議が報道され、市民に伝えられた。市民にすべての論議が公開され、市民の声が殺到したことが大きな力となった。誰も知らなかったインターネットの世界が議会に入り、それがフィードバックされ、4減案を言い続けた平成会の幸運につながった。市民に情報公開をすることの大切さを、とことん学んだ1年間だった。今回の問題では、時代の流れに乗ったインターネット新聞社の小樽ジャーナルが新しい時代を切り開いたと思う｣とコメントした。
これを受け、自民党の横田久俊市議会議員のブログ｢横田ひさとし雑記帳｣でも、｢上記引用記事で大橋一弘氏が述べているように、ここ1～2年で「ネットでの情報共有」が一気に進展してきたことが感じられる。お世辞抜きにして、小樽ジャーナルがこうした現状の一翼を担ったことは間違いないだろう｣とその影響力を認めている。